# آین سارمان
آین سارمان (استونیایی: Ain Saarmann؛ زادهٔ ۶ آوریل ۱۹۳۹) سیاستمدار و اقتصاددان اهل استونی است. وی از سال ۱۹۹۲ تا ۱۹۹۳ وزیر اقتصاد استونی بوده‌است.